# Air Force Global Logistics Support Center
Lo Air Force Global Logistics Support Center (AFGLSC) è stato la principale centrale logistica della U.S. Air Force. Fu chiuso nel 2012 nell'ambito della ristrutturazione che ha interessato lo Air Force Materiel Command.

## Organizzazione
Lo AFGLSC consiste di tre unità subordinate. Il 448th Supply Chain Management Wing ha sede presso Tinker Air Force Base e svolge pianificazione ed esecuzione di operazioni logistiche. Il 635th Supply Chain Operations Wing ha sede presso Scott Air Force Base e coopera in operazioni di movimento e combattimento. Il 591st Supply Chain Management Group svolge pianificazione strategica ed integrazione da Wright-Patterson Air Force Base.